# 炔丙基溴
炔丙基溴，也称为3-溴-1-丙炔 ，是一种有机化合物，化学式为 CHCCH2Br。它是一种卤代有机化合物，由丙炔甲基上的溴取代而成。與相似的溴化合物一樣具有催淚作用，是一種有用的有机合成试剂。

## 应用
二十世纪60年代，炔丙基溴首先用于称为 Trizone 的土壤熏蒸剂。
炔丙基溴還可用作有機合成中間體，包括農用化學品和药物。例如，它在低温下可以合成格氏试剂。

## 生产
炔丙基溴可以通过用三溴化磷处理炔丙醇生产。

## 反应
炔丙基溴可用於炔丙基胺的烯炔複分解、螺酮的炔丙基化以及烯丙醇和烯酮複合物的生產。
醛可以通过巴比耶反应与炔丙基溴反应生成炔醇。

## 安全
炔丙基溴是催泪剂和烷化剂。 

## 相关
- 炔丙基
- 炔丙基氯
- 炔丙醇
- 烯丙基溴